# ソロモン
ソロモン（ヘブライ語: שלמה、ヘブライ語ラテン翻字: Šəlōmōh Shlomo、ギリシア語: Σολομών、ラテン語: Salomon、アラビア語ラテン翻字: سليمان、アラビア語ラテン翻字: Sulaymān、トルコ語: Süleyman、紀元前1011年頃 - 紀元前931年頃）は、旧約聖書の『列王記』に登場する古代イスラエル（イスラエル王国）の第3代の王（在位紀元前971年 - 紀元前931年頃）。父はダビデ。母はバト・シェバ。エジプトに臣下の礼をとり、ファラオの娘を降嫁されることで安全保障を確立し、古代イスラエルの最盛期を築いたとされる一方、堕落した王ともされる。
なお、聖書以外での外部による記述や考古学的根拠は乏しく、史実性は議論中である。
なおオセアニアにある国ソロモン諸島はこのソロモン王が名の由来である。

## 生涯

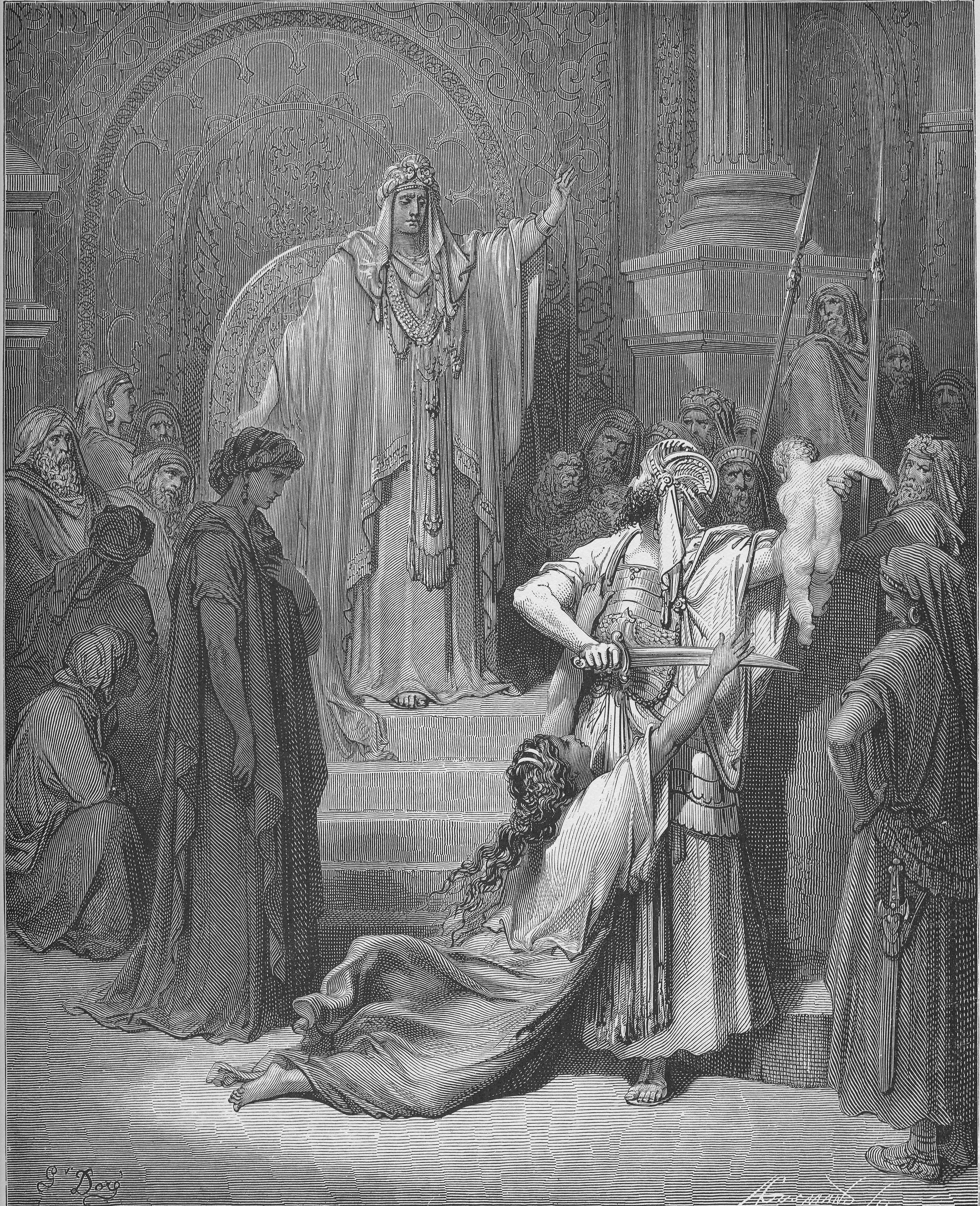
知者ソロモンの裁き（ギュスターヴ・ドレ）

イスラエルの王ダビデは家臣ウリヤの妻バト・シェバと不義の関係を結び、夫ウリヤを死に追いやった。この2人の最初の子が神の怒りに触れて死んだ後、2人目の子として生まれたのがソロモンであり、彼は父の死後、腹違いの兄のアドニヤなど他の王位継承を狙う者たちを打倒して王となった。
ソロモンはエジプトのファラオ の娘をめとり、ギブオンで盛大なささげものをした。そこで神がソロモンの夢枕に立ち、「何でも願うものを与えよう」というと、ソロモンは知恵を求めた。神はこれを喜び、多くのものを与えることを約束した。ここからソロモンは知恵者のシンボルとなり、ソロモンが子供のことで争う2人の女の一件で賢明な判断を示した逸話(ソロモンの審判)は広く世界に伝わり、後に江戸時代の大岡裁きの話にも取り込まれた。
このことから、長きにわたってユダヤ教の伝承ではソロモンは知恵文学の著者とされていたが、歴史的な裏付は無く、考古学的には疑問視する意見も少なくない。また、一説には神から知恵（指輪）を授かった、もしくはユダヤ教の秘儀カバラが記された『ラジエルの書』を託されたとも言われ、多くの悪魔を使役したとされる。またソロモンの指輪という指輪をはめて動物や植物との会話もしたという。
ソロモンはダビデとは正反対に内政を重んじて、外国との交易を広げて国の経済を発展させ、統治システムとしての官僚制度を確立して国内制度の整備を行った。また、外国との貿易のための隊商路を整備のため要塞化された補給基地を建て、大規模な土木工事をもって国内各地の都市も強化している。さらに軍事面ならびに外交面では、近隣王国と条約を交わし、政略結婚 を重ねて自国を強国に育てあげた。イスラエル王国の領土はユーフラテス川からガザにまでおよび、誰もが安心して暮らすことができた。ソロモンは初めてエルサレム神殿を築いた。
ソロモンの知恵の深さと浩瀚な知識は周辺諸国にも知られ、親交を求めて来朝する王や使者が絶えなかったという。なかでも最も親交の深かったのは、ツロの王ヒラムであった。こうしたなかにエチオピアの女王もおり、ソロモンの英知を試すため、わざわざみずからやってきたという。『ユダヤ古代誌』には、エチオピアの女王のことばとして、以下のことばを掲載している。
ソロモンの長い統治は経済的繁栄と国際的名声をもたらしたが、彼の野心的な事業は重税と賦役を民衆に課した。またソロモンが自分の出身部族であるユダ族を優遇した ことも当時の部族長を中心とする寡頭政治の限界を暴き出し、君主政治支持者と部族分離主義者との対立を拡大させた。
晩年、民衆への負担が激増していく中で享楽に耽ったため財政が悪化。さらにユダヤ教以外の信仰を黙認したことは、ユダヤ教徒と他の宗教信者との宗教的対立を誘発した。
ソロモンの死後、息子のレハブアムが継いだが、非妥協的であったため、紀元前922年にヤロブアムを擁した10支族によってイスラエルは南北に分裂、対立していくことになる。皮肉にもソロモンの政策は王国に内在していた矛盾を増幅させ、それがソロモンの死とともに一気に噴出して、国家分裂を誘発してしまったのである。レハブアムは、ユダ王国の初代の王として、残されたユダ族、ベニヤミン族、レビ族を統治することとなった。ユダ王国は南に、イスラエル王国は北に生まれた。

## 逸話
金の盾伝説は、シバの女王との出会いの後に、ソロモンは金でできた大盾200個と金でできた小盾300個を作ったが、のちにエジプト第22王朝のファラオ、シェションク1世に略奪された、と言うソロモン王にまつわる著名な伝説である。

## エチオピア正教におけるソロモン
エチオピア正教では、エチオピアの女王シバの女王もソロモンの知恵と王都エルサレムの繁栄を見て驚いたと伝えている。エチオピア帝国が13世紀に編纂した歴史書によれば、ソロモンとシバの女王の息子（メネリク1世）がソロモン朝エチオピアを建国したとされる。

## ユスティニアヌス帝のことば
537年12月、東ローマ帝国の皇帝ユスティニアヌス1世は苦難の末に改修したコンスタンティノープルの聖ソフィア教会の竣工式において、祭壇に立って手をさしのべ、「我にかかる事業をなさせ給う神に栄光あれ。ソロモンよ、我は汝に勝てり」と叫んだといわれる。

## 後世における評価
こうして聖書に描かれるソロモンは、死後、救われたのだろうか。カトリックや正教など多くのキリスト教会は、特定の人について確実に地獄に墜ちた、と断言することは決してない。しかし、このように放縦な生活をおくり、為政者としての姿勢も信仰もそぞろだったソロモンについて、手厳しい評価をする教父は多く、カトリック教会の浦川和三郎司教は、「聖書は、ソロモンの堕落を述べて、その痛悔を語っていません。彼が、はたして父ダヴィドのように改心して神さまのおん赦しをいただいたか、随分疑わしいものだ、という人が多い」としている。

## イスラム社会におけるソロモン王
ソロモンはイスラム教においても預言者の一人とされている。
アラビア語ではスライマーン（سليمان、Sulaymān）と呼ばれ、また、現代ペルシア語ではソレイマーン （Soleymān）、トルコ語でもスレイマン（Süleyman）とされ、ごく一般的な男子の名として現代でも普通に用いられる。ムスリムにあっては、預言者スライマーンは、知恵に満ちていたと同時に、アラブの民間伝承である精霊（ジン）を自由自在に操ったとされている。

## ソロモン伝承と偽ソロモン文書
旧約聖書には書かれていないが、第三代イスラエル王であったソロモンがその英知をもって悪霊を支配していたという話はヘレニズム期のユダヤ人の間に流布していた。1世紀から3世紀に成立したと言われるギリシア語の旧約偽典『ソロモンの聖約』（『ソロモンの遺訓』とも）には、エルサレム神殿を建設していた頃のソロモンが、大天使ミカエルより悪霊を支配する指輪（ソロモンの指輪）を授かり、悪霊たちを神殿建設に駆り出したことが記されている。同書にもベルゼブル、アスモデウスなどさまざまな悪霊が登場し、36名の悪霊とその撃退法を列挙した箇所もある。このような偉大な知恵者とされたソロモンにまつわる伝説から、その後千年に亘って、ソロモンに由来すると偽った文献群（ノーマン・コーンは偽ソロモン文書 pseudo-Solomonic books と呼んだ）がヘブライ語やギリシア語、アラビア語で書かれることになったが、中世盛期以降、魔術師が悪霊や悪魔を呼び出す術（ネクロマンシー）について記した、それまでとは趣を異にする偽ソロモン文書（グリモワール）がヨーロッパで流布するようになった。